# 下烏克湖

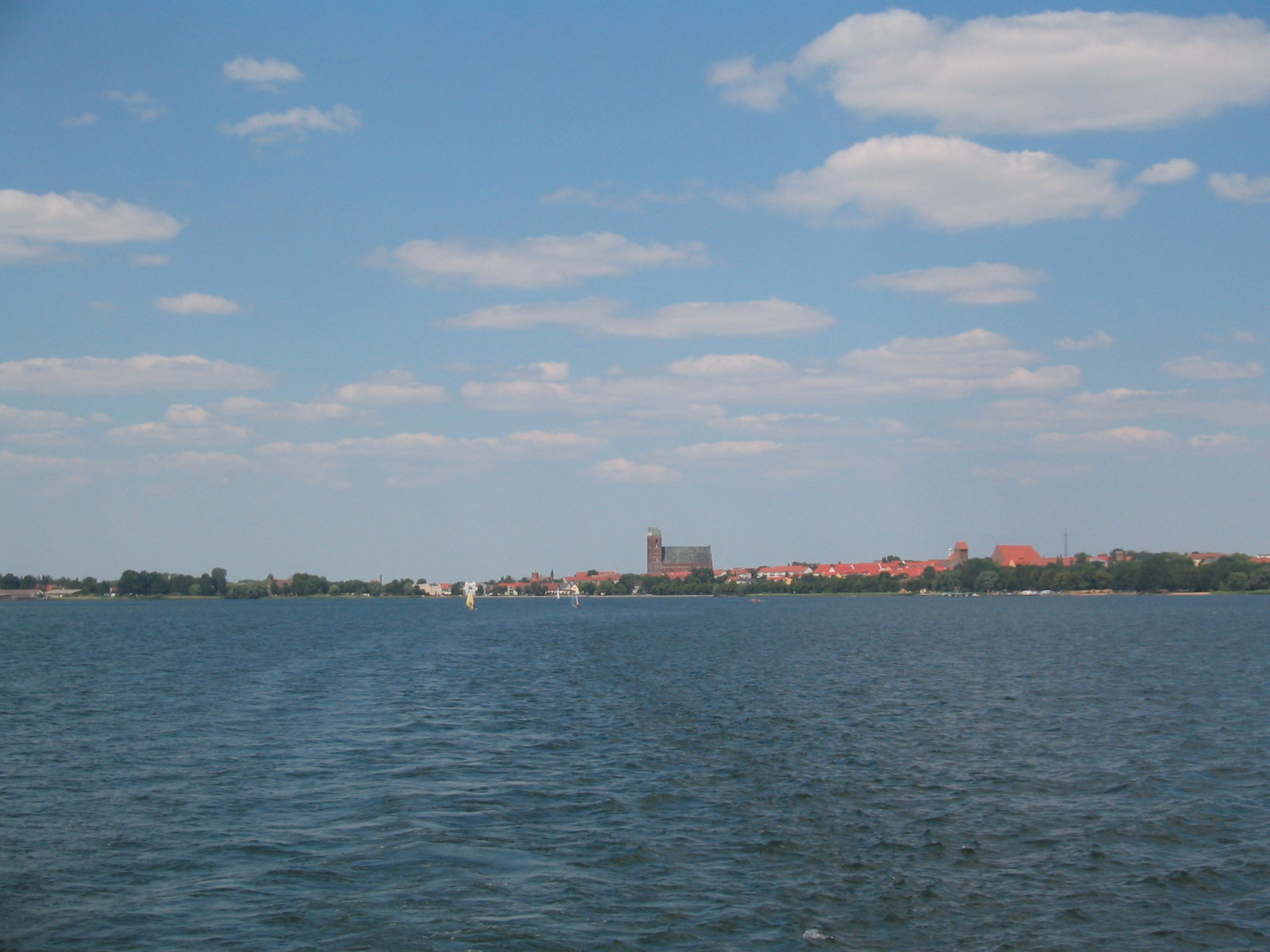

53°17′0″N 13°52′0″E / 53.28333°N 13.86667°E
下烏克湖（德語：Unteruckersee），是德國的湖泊，位於該國西南部，由勃蘭登堡州負責管轄，處於烏克馬克縣，面積10.3平方公里，海拔高度18米，最大水深19.3米。